# Феофано Мартинакі
Феофано Мартинакі (*Θεοφανώ Μαρτινιακή, 866/867 — 10 листопада 897) — візантійська імператриця. Свята православної церкви.

## Життєпис
Походила з аристократичного роду Мартинакі. Донька Костянтина Мартинакі та Анни. Народилася у 866 або 867 році. Здобула класичну освіту, була глибоко релігійною. Відзначалася красою. У 882 році на представлені наречених була обрана своєю родичкою імператрицею-матір'ю Євдокією Інґеріною за дружину спадкоємцеві трону Леву.  Шлюб виявився нещасливим. У 883 році після розкриття змови Льва проти батька-імператора Василя I того разом з дружиною запроторено було за ґрати.
У 886 році чоловік Феофано стає володарем Візантії, а вона — імператрицею. Негаразд у шлюбі призвів до того, що імператриця Феофано стала більше часу приділяти гімнам і псалмам, допомозі церквам і монастирям. У 889 році Лев VI фактично перестав жити з Феофаною.
У 892 році померла її донька. Тому у 893 році Феофано пішла до монастиря. Імператриця не прийняла чернецтво і не розлучилася з чоловіком, мешкала в монастирі біля Влахернської церкви, де померла у 897 році. Сам імператор після цього одружився зі своєю коханкою Зоєю Заутциною.
Феофано було канонізовано незабаром після смерті, оскільки була уславлена дивами вже за кілька днів після смерті, що й зумовило її шанування. Імператор Лев VI через кілька років після смерті Феофано побудував храм на її честь поруч з собором Дванадцяти Апостолів. Нині прах — біля південної стіни Патріаршого собору в Фанарі.

## Родина
Чоловік — Лев VI, візантійський імператор.
Діти:
- Євдокія (д/н—892)